# Vifolka kompani
Vifolka kompani var ett kavalleri-kompani från 1600-talet fram till 1900-talet. Kompaniet tillhörde Andra livgrenadjärregementet.

## Socknar
Kompaniet bestod av soldater från följande socknar: Vist socken 1 soldat, Gammalkils socken 9 soldater, Nykils socken 14 soldater, Ulrika socken 2 soldater, Vårdnäs socken 8 soldater, Tjärstads socken 2 soldater, Hägerstads socken 1 soldat, Oppeby socken 1 soldat, Hycklinge socken 1 soldat, Horns socken 1 soldat, Västra Eneby socken 3 soldater, Kisa socken 3 soldater, Tidersrums socken 1 soldat, Norra Vi socken 2 soldater, Svinhults socken 2 soldater, Sunds socken 1 soldat, Västra Ryds socken  1 soldat, Askeryds socken  2 soldater, Asby socken  4 soldater, Torpa socken  6 soldater, Malexanders socken  1 soldat, Västra Hargs socken 5 soldater, Mjölby socken 9 soldater, Herrberga socken 10 soldater, Normlösa socken  11 soldater, Viby socken  7 soldater, Veta socken 5 soldater, Sya socken  5 soldater, Östra Tollstads socken 7 soldater, tillsammans 125 soldater.